# Урибаррен, Хосе Хавьер
Хосе Хавьер Урибаррен Маркуэ-Эркиага (исп. José Javier Uribarren Marcue-Erquiaga; 23 июля 1791, Лекейтио — 7 апреля 1861, Париж) — испанский банкир
, меценат и государственный деятель.

## Биография
Хосе Урибаррен родился в семье богатого землевладельца из Лекейтио. После получения образования в Бильбао, он отправился в Новую Испанию, где поступил на службу к предпринимателю Хосе Игнасио Агирребенгоа, на дочери которого Урибаррен женился в 1825 году, по возвращении в Испанию. После женитьбы пара переехала в Бордо, где Хосе Хавьер вместе со своим тестем основал банк «Aguirrebengoa Fils & Uribarren», за плодотворную деятельность в котором Урибаррен был награждён испанским правительством Большим крестом Ордена Карлоса III и Цепью Ордена Изабеллы Католической.
Разбогатев, он вместе со своей женой Марией Агирребенгоа начал финансировать возведение новых объектов в своём родном городе, так он стал спонсором постройки школы для мальчиков, часовни на кладбище, дома Сестёр милосердия, больницы и колледжа для девочек. В 1831 году он был избран мэром Лекейтио и пробыл на этом посту целый год.
Вместе со своей женой он был похоронен в пантеоне Урибарренов на кладбище в своём городе. В 1886 году их останки были перенесены в мавзолей, построенный по инициативе муниципалитета в местной церкви. Эта постройка, спроектированная архитектором Касто де Савалой в 1882 году и возведённая группой художников под руководством скульптора Бернабе де Гараменди Сальдивара, была украшена фигурами и рельефами, изображающими вклад, внесённый супружеской парой в развитие города.